# Jim Barker
Jim Barker (20 de Junho de 1935 – 25 de Abril de 2005) foi um político Democrata do estado de Oklahoma. É o único representante do estado a servir quatro vezes como Presidente da Câmara dos Representantes de Oklahoma.
Barker escreveu vários projetos de lei que se tornaram modelos nacionais e foram abordados como crise fiscal no estado durante seu período como presidente. Foi demitido do cargo durante seu quarto mandato, devido a conflitos políticos.

## Primeiros anos
Nasceu em Muskogee, Oklahoma no dia 20 de Junho de 1935, Barker graduou-se na Academia Militar de Oklahoma e ganhou um bacharelato em administração de empresas da Northeastern State University em 1957.  Foi filho de Fred e Pearl Barker. Serviu como primeiro-tenente na Primeira Divisão de Infantaria do Exército dos Estados Unidos e voltou à Oklahoma para fundar o Muskogee Restaurant Supply. Casou-se com Kay Tucker. Foi um veterano da Segunda Guerra Mundial.

## Carreira política
Barker foi eleito pela primeira vez à Câmara dos Representantes de Oklahoma em 1969, mas serviu apenas um mandato, antes de voltar a servir de 1977 a 1990. Foi eleito pela primeira vez como presidente em 1983, após a condenação do ex-presidente por acusações de fraude. Como presidente, herdou uma crise fiscal provocada pelo colapso da exploração de petróleo e uma grave crise no setor agrícola. Barker abordou a crise diversificando a base de receita de Oklahoma e uma série de aumentos de impostos. Quando os representantes da região de Chickasha resistiram aos aumentos de impostos, Barker insinuou que a Universidade de Ciência e Artes no financiamento de Oklahoma poderia estar em risco.
Barker escreveu vários projetos de lei que se tornaram modelos nacionais, entre eles cinco leis que intitulam a Declaração de Direitos das Vítimas. Como presidente, foi um dos primeiros autores da legislação do Fundo de Emergência do estado, que estabeleceu uma reserva para as emergências do estado.
Barker foi expulso de seu cargo como presidente no dia 17 de maio de 1989, devido a conflitos políticos.

## Futuro e morte
Barker mudou-se Edmond, Oklahoma e trabalhou como lobista depois que seu mandato como representante do estado terminou. Morreu no dia 25 de Abril de 2005, deixando sua esposa, Kay, viúva. A causa da morte foi um derrame que aconteceu enquanto estava no Mercy Health Center em Oklahoma City.